# Sojuz TM-28
Sojuz TM-28 je označení ruské kosmické lodi, ve které odstartovala ke ruské kosmické stanici Mir mise, jejímž úkolem byla výměna posádky. Jurij Baturin se stal prvním ruským politikem ve vesmíru. Posádka uskutečnila 1 výstup do otevřeného vesmíru.

## Posádka

### Startovali
- Gennadij Padalka (1) - velitel
- Sergej Avdějev (3) - pilot
- Jurij Baturin (1) - specialista mise

### Přistáli
- Gennadij Padalka (1)
- Ivan Bella (1)

V závorkách je uveden dosavadní počet letů do vesmíru včetně této mise.

### Výstup do otevřeného kosmu (EVA)
- EVA 1: 15. září 1998
- Trvání: cca 30 minut
- Kdo: Padalka a Avdejev

(Účelem bylo připojení nových kabelů k solárním panelům na modulu Spektr.)